# Cyntia Cofano
Cyntia Cofano (Buenos Aires, Argentina, 22 de septiembre de 1991) es una personalidad televisiva y modelo argentina que ha participado en diversos realitys shows de competencia en México, Guatemala y Argentina.

## Biografía
En 2014 se dio a conocer que en 2015 sería una de las participantes de la tercera generación de Combate 3G, donde integró el Equipo rojo hasta la segunda semana de competencia que fue eliminada. Cofano reingresó poco después pero esta vez al Equipo Verde, donde al igual que la vez anterior fue eliminada luego de dos semanas.
En 2016 audicionó para el programa Gran Hermano 2016, donde no lograría entrar. 
En 2017 se mudó a México e ingresó al reality show La fortaleza, donde fue eliminada en la primera etapa de competencia.
A mediados del año 2020 ingresó en un programa de telerrealidad llamado Guerreros, basado en el programa peruano Esto es guerra,  para tomar el lugar de Maripily Rivera, quien se encontraba lesionada. Se desempeñó en dicho programa en el equipo "Cobras", aunque fue la primera eliminada del reality al tener la menor cantidad de votos del público.
Poco después participó de la revancha y logró reingresar a la competencia, junto su equipo "Cobras", ganó la final de la primera edición del programa Guerreros, siendo el premio de 2 millones de pesos.
Luego se trasladó a Guatemala para unirse a Combate: Generación Total junto a su novio, Martin. Al pasar las semanas Cofano sufrió una lesión y poco después una expulsión por indisciplina junto a su pareja, Martín Meinardi y Yenny Gómez.
Al regresar a México, se encuentra participando de la segunda temporada de Guerreros pero poco después contrae covid-19 y al regresar por decisión propia deja la temporada al no sentirse apta físicamente.
En junio de 2022 confirma su participación en la tercera temporada de Survivor México, en donde tendrá que sobrevivir en una isla, fue la 19.ª eliminada llegando hasta la semifinal, quedó en 4.° lugar general.

## Televisión
| Año       | Título               | Título                              | Puesto | Resultado                      |
| --------- | -------------------- | ----------------------------------- | ------ | ------------------------------ |
| 2015      | Bandera de Argentina | Combate                             | 16.°   | 5.ª / 2.ª eliminada            |
| 2017      | Bandera de México    | La Fortaleza: El reto sagrado       | 12.°   | 5.ª eliminada                  |
| 2020      | Bandera de México    | Guerreros 2020                      | 1.°    | Equipo Campeón / 1.ª eliminada |
| 2020–2021 | Bandera de Guatemala | Combate: Generación Total           | ¿?     | Expulsión disciplinaria        |
| 2021      | Bandera de México    | Guerreros 2021                      | 36.°   | Abandona voluntariamente       |
| 2022      | Bandera de México    | Survivor México                     | 4.°    | 19.ª eliminada                 |
| 2025      | Bandera de México    | Survivor México Héroes y Villanos   | 16.°   | 9.ª eliminada                  |
| 2025      | Bandera de Chile     | Mundos opuestos ¿De qué lado estás? | TBA    | TBA                            |